# أوقستي غيروكس
أوقستي غيروكس (بالفرنسية: Auguste Giroux)‏ هو طبيب فرنسي، ولد في 29 يوليو 1874 في Châteauneuf-sur-Loire ‏ في فرنسا، وتوفي في 9 أغسطس 1953 في Portel-des-Corbières ‏ في فرنسا.

## وصلات خارجية
- أوقستي غيروكس على موقع أوليمبيديا (الإنجليزية)